# 锺灵独立中学

锺灵独立中学校门

锺灵独立中学（英語：Chung Ling Private High School），是位于马来西亚槟城乔治市的一所华文独立中学，兄弟学校有锺灵国民型华文中学和北海锺灵国民型华文中学，被坊间视为传统名校。
锺灵独中于1962年成立，当时董事部旨在为入学无门的超龄学生提供教育，于是复办非津贴学府，名为锺灵私立中学，现为马来西亚60所华文独立中学之一。锺灵独立中学主要以華語提供教育，教学语言为華語、英语和马来语，校内交流使用中文和英文。
锺灵独立中学是全东南亚第一所采用剑桥英语课程的中学。2016年英国教育学会授予五星级私立教育机构标准质量证书（SKIPS），并评为马来西亚排名前5的私立高中。

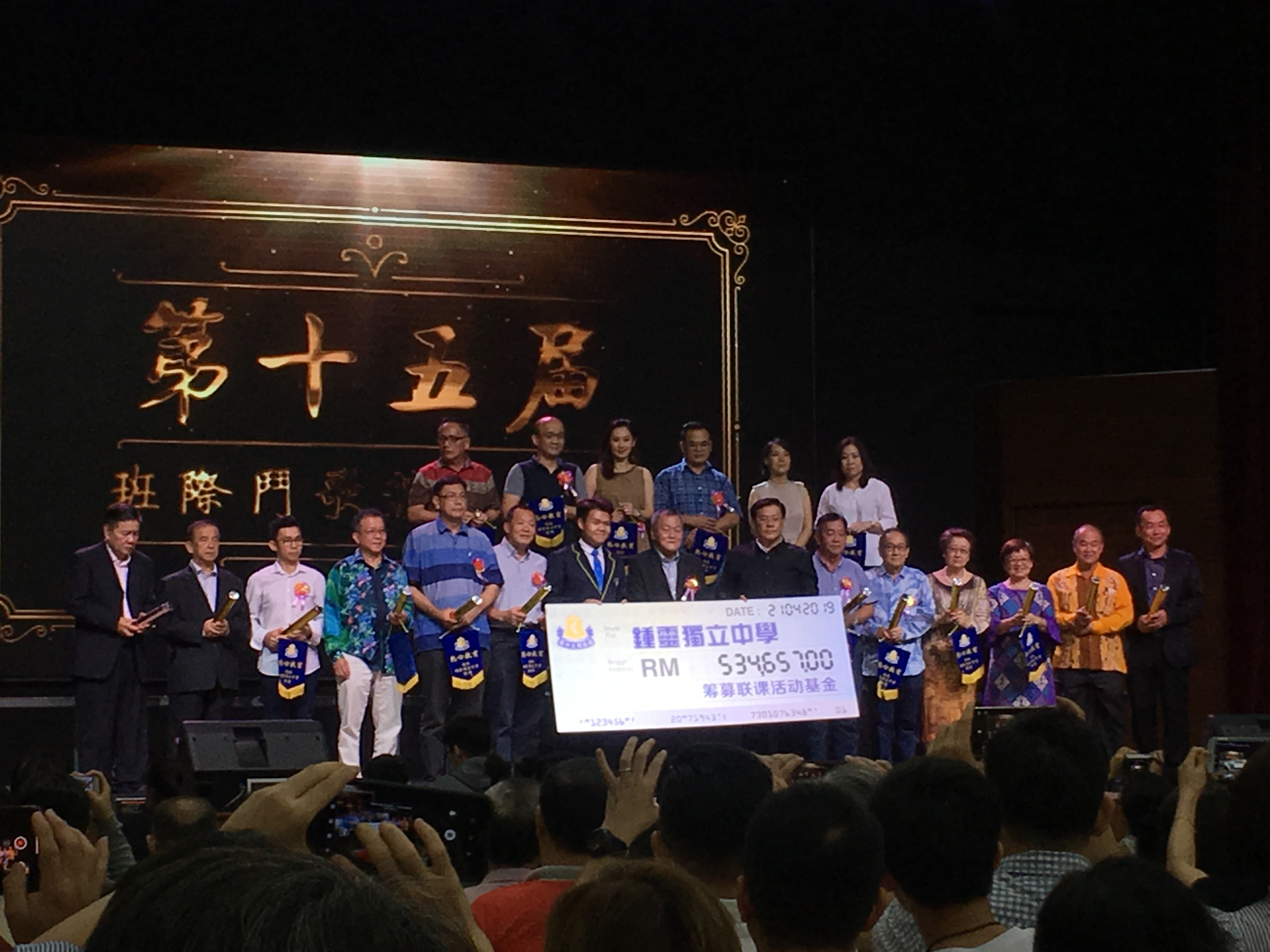
鍾灵独立中学筹款活动

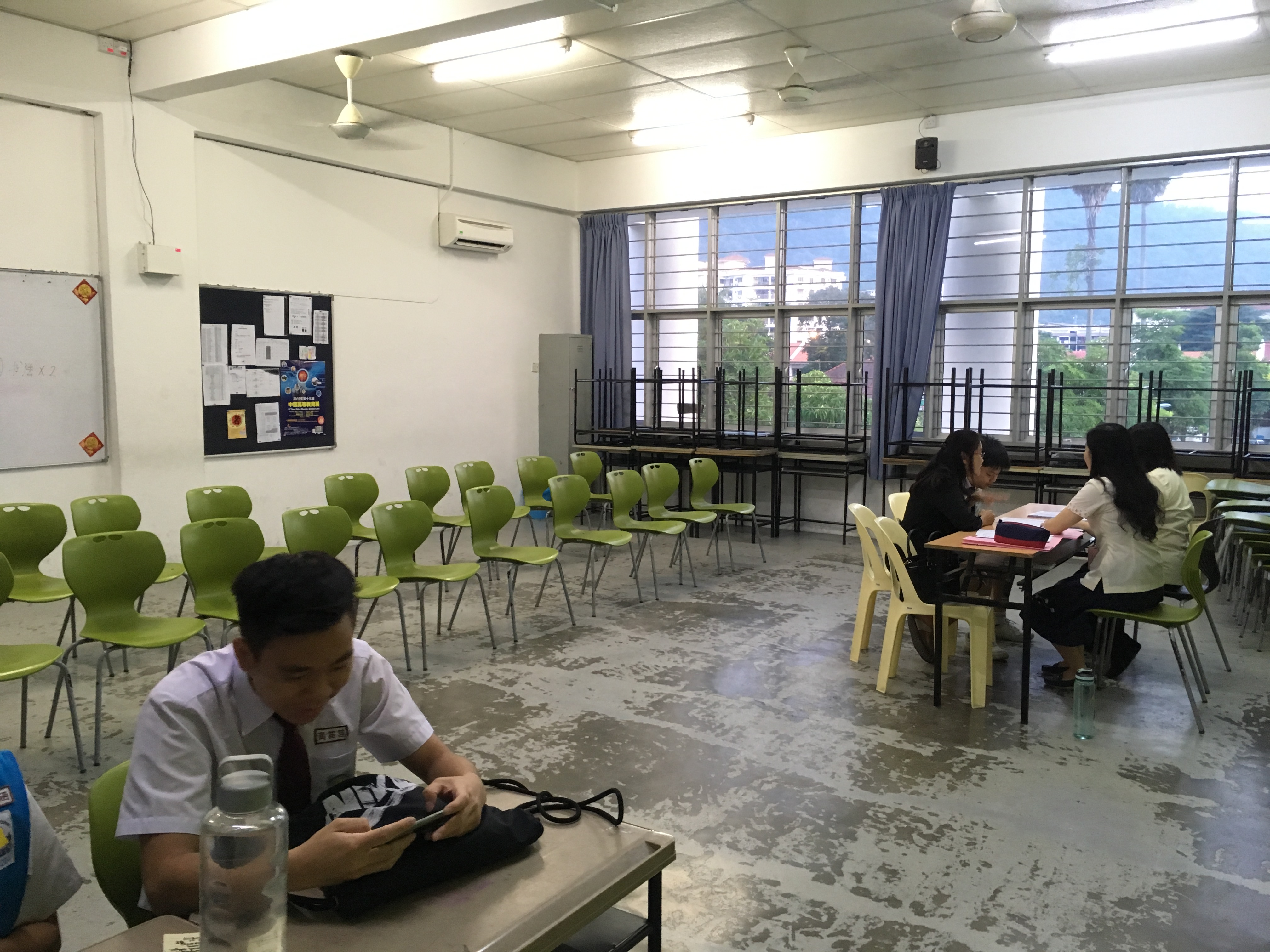
鍾灵独立中学典型的教室照片

## 著名校友
- 李佩玲， 马来西亚印裔女歌手，凭借一首《心有独鍾》获得那英青睐并得以加入她在《中国新歌声》的战队，并在节目最后成为6强学员。[3]
- 陈颖恩， 来自马来西亚槟城的16岁女孩陈颖恩的一首《那些你很冒险的梦》赢得了《中国新歌声》[4]导师们的青睐。

## 历任校长
以下是該校歷任校長：
1. 王世毅（1962年1月15日－1963年）
2. 陈一征（1964年1月－1967年）
3. 陈思平（1968年5月1日－1970年）
4. 汪永年（1971年1月－1982年）
5. 范高贵（1983年－2000年11月30日）
6. 陈金水（2000年11月30日－2004年6月16日）
7. 吴维城（2004年6月16日－2006年1月1日代理，2006年1月1日至今）

## 争议事件

### 接待中国海军船员访问学校
2024年10月，槟城鍾灵独中因接待中国海军船员访问学校，引发社会舆论争议。10月5日至8日，两艘中国海军舰艇戚继光舰和井冈山舰停靠槟城瑞典咸码头，对马来西亚进行了为期3天的访问。10月7日，中国海军船员到鍾灵私立中学参观，一些学生则举着马来西亚与中国国旗相迎。鍾灵独中校长吴维城表示，这是中国海军第一次到访该校，全校师生都非常兴奋和期待，毕竟中国海军不可能常来槟城，平时可不容易见到军人出访，而这次身着军服的海军学生还步入学校礼堂，与学生进行舞蹈表演、打乒乓球和篮球等。
鍾灵独中接特中国海军船员的视频在社交平台传播后引起社会舆论不安。国盟伊斯兰党霹雳州主席兼新芒魏州议员拉兹曼·扎卡里亚批评鍾灵独中允许中国军舰船员参观学校，称军舰通常配备尖端设备包括参与间谍活动，这会引发民众焦虑和质疑。曾担任外交部长的土团党英迪拉马哥打国会议员赛夫丁阿都拉也对此提出质疑，批评该校允许中国海军船员参观学校，他提醒现任安华政府，需要更加敏感和关注公众情绪，特别是公众对中国海军在马来西亚海域活动的持续担忧，并要求国防部、槟州政府和教育部澄清此事。国盟土团党马樟国会议员袁怀绍也对中国海军学员受到鍾灵独中盛大欢迎表示不满，他指出马来西亚从未邀请任何大国的军人到访学校，因此槟城的情况令人担忧。他认为中国军舰停靠港口可以接受，但无法接受如此非同寻常的接待，并要求槟州政府就此事做出负责任的解释。
伊斯兰党亚罗士打国会议员阿夫南哈米米也就此事要求槟城州议会和州政府澄清，这150名中国军人代表团到私立中学参加具有种族色彩的节目和表演，是否违反马来西亚的任何礼节和政策。他指出庆祝活动引起了公众怀疑，因为与其他外国军舰的停靠相比，中国代表团的活动并不寻常，促请安华政府针对槟州政府的行为和鍾灵独中的管理作出澄清说明。前国防部副部长依克马希山也认为，中国海军及船员在马来西亚的活动不同寻常。雪州伊斯兰党秘书罗斯兰沙希尔（Roslan Shahir）质疑鍾灵独中邀请外国甚至是共产主义国家的军人参观学校的做法，认为学校更应该邀请大马的民族英雄来分享经验，以激发年轻一代的爱国热情，并提醒鍾灵独中牢记马来亚共产党叛乱的历史。鍾灵独中欢迎中国海军船员的盛大庆祝被批评为「即使是马来西亚军人进入校园也没有受到这样的欢迎」。
槟州旅游及创意经济事务委员会主席黄汉伟随后回应了社交平台上对中国军舰停靠槟州港口的担忧，认为中国海军船员前往鍾灵独中参加体育和文化活动应被积极看待。在舆论持续发酵并引发各种有关国家主权的负面猜测后，鍾灵独中校长吴维城做出澄清，到访该校的150名中国代表团成员并非中国海军，而是中国“海军工程大学”的学生。他解释当日随军舰团访槟的海军工程大学学生，通过中国驻槟城领事馆的安排前来独中进行文化交流，校方便予以接待，并无其他事项。马来西亚教育部长法丽娜西迪随后透露，槟城鍾灵独中已就相关诽谤言论报警，她反驳中国海军军官访问学校的说法，澄清此行的165名中国海军工程大学的师生都获得了当局的许可。巫统最高理事洛曼阿當补充，根据他从国防部得到的消息，实际上原计划是中国海军在槟城与马来西亚皇家海军进行一场友谊赛，但由于不可抗力而取消，改为中国领事馆安排的非军事性质社交活动，并选择了鍾灵独中作为活动场地，强调学校主动邀请中国船员访问的说法并不属实。行动党亚依淡州议员黄顺祥表示，在事件引发社会广泛讨论后，槟州教育局已于10月9日派出官员前往学校展开调查，称亲自见证了整个调查过程，并且反对任何有关中国海军军人进入学校的说法。槟城州行政议员黄汉伟也指出，中国“海军工程大学”的学员访问鍾灵独中并非校方安排的。
槟州伊青团宣传主任依布拉欣阿尼（Ibrahim Ani）对于当局要求公众不要对此事进行猜测表示不满，认为事件引发的不安和疑问尚未得到解答。他质疑，中国军舰的军人到访槟城华校并被视为民族英雄，是否对马来西亚武装部队构成挑衅或侮辱，因为马来西亚军方通常只在处理灾难或执行人道主义任务时才会进入学校，这与中国军人的访问形成鲜明对比。他要求国防部长和槟州政府详细解释中国军舰停靠槟城的动机和目的，强调涉及国家主权和尊严的问题不能保持沉默或隐瞒真相。土团党馬日丹那國會議員瑪絲艾米雅蒂批评教育部的解释，指中国军舰上的学员是正处于中国海军正式官兵过渡期的人员，类似于马来西亚皇家海军培训未来士兵的不兰律号（KD Pelandok）训练中心，并质疑这次庆祝活动的日期与中华人民共和国成立纪念日相当接近。她也指槟州政府和鍾灵独中举办盛重接待中国海军学员是一种疏忽行为，并质疑庆祝活动期间中国船员是否有强调南中国海是属于中国九段线下的海域。
土团党马樟国会议员袁怀绍也二度发文称，对于槟州政府给予中国海军非同寻常的接待，以及教育部长匆忙声明中国海军学员不是军人而是讲师和学生表示遗憾。他指出在国际学生项目中，从未见过有如此多身着军装，并登上军舰唱着外国爱国歌曲的学生。专栏作家鲁兰沙里尔（Ruran Shahrir）撰文强烈批评由行动党主导的槟州政府持续将亲华议程带入学校。他还质疑中国海军学员在鍾灵独中为学生演唱宣扬中国爱国主义的歌曲，提醒道试图激发马来西亚公民对包括中国大陆在内的其他国家产生爱国情怀是一种叛国行为。他也表示庆祝活动上只是呈现华人元素，是否意味着槟州政府和鍾灵中学认为马来西亚其它民族的文化不值得参与国际文化交流计划。
10月14日，马来西亚外交部长莫哈末哈山在国会下议院作出回应，指来自中国大使馆提出访问槟城一所学校的外交请求已获得国防部批准，外交部只是给予军舰进港及船舰停泊的外交批准，其他则是槟州政府的事务，这些都是经由安全单位处理，其他的如有违反将会展开调查。曾担任两任内阁部长的凯里·嘉玛鲁丁在其《出去一下》节目表示，来中国军舰上的船员并非是教育部长所声称的学生，而是正在接受培训成为水手的中国海军大学的学员，并指这些水手在入侵马来西亚水域的军舰上工作并非不可能，而当他们穿着中国海军制服进入钟灵独中时就已经会引起批评。他强调即使当局解释只是正常的外交计划和文化交流，但中国海军学员的访问显然没有考虑到敏感性。

### 就读学生挥舞中国国旗
2024年10月12日，继鍾灵独中接待中国海军的事件后，网上流传出鍾灵学生手持中国国旗的照片，引发新的争议。律师艾迪尔卡立（Aidil Khalid）指出，本地学生不能在学校展示外国国徽和国旗，因为马来西亚1949年國徽法令第3条规定，任何人不得在公共场所或学校展示任何国徽，包括外国国旗。他指出该法律仅对外国驻马外交官、领事代表，以及经部长授权者豁免，任何未获豁免者一旦触法可面临不超过6个月的监禁，或最高500令吉的罚款，或两者兼施。他强调需要对以下问题作出澄清，即挥舞中国国旗的学生是否为合法的外交代表、学生是否能成为合法的外交代表，以及部长是否给予学校学生展示中国国旗的豁免权，否则马来西亚的学生挥舞着中国国旗将是刑事犯罪。土团党马樟国会议员袁怀绍也发布视频，要求安华政府就槟城鍾灵独中生挥舞中国国旗已触犯国家法令一事作出解释。
槟城州行政议员黄汉伟表示，他在询问校长后得知该校的1900名学生中，有30多名是中国籍学生，称挥舞着中国国旗的是中国学生，并指鍾灵独中是一所私立学校，也有其它国际学生就读该校。他也表示当时也有马来西亚学生举着马来西亚国旗的合影，呼吁民众不应该只关注中国学生的照片。马来西亚通讯部部长法米法兹表示槟城州行政议员黄汉伟已向他作出解释，指照片中拿着中国国旗的学生来自中国，不是马来西亚公民，并指还有其他照片显示这所学校的中国学生和马来西亚学生，他们都挥舞着各自国家或州的旗帜。他已指示互联网监管机构马来西亚通讯及多媒体委员会（MCMC）和警方对散布假信息者展开调查。锺灵独中校长吴维城表示，本地学生没有挥舞中国国旗，而是挥舞马来西亚国旗和槟城州旗，在与中国海军船员的交流活动上，也没有演唱中国国歌或官方代表发言，只有体育活动、文艺表演和学校学生的表演。他指出当有涉及本国代表的节目时，外国学生在各自国家代表出席的仪式上悬挂本国国旗是常见做法。通讯部副部长张念群也批评在野党使用中国学生手持中国国旗与中国驻槟城领事的合照，是蓄意炒作课题。
土著权威组织宣传主任伊尔万法米（Irwan Fahmi）批抨击马来西亚教育部长法丽娜西迪应该辞职，因她未能培养马来西亚学生的爱国主义精神，并指责教育部曾经下令禁止巴勒斯坦国旗进入学校，却让独中生可以因为外交关系为由而挥舞中国国旗。他指出即使私立中学不遵循教育部的教学大纲，但也没有绝对的自由去做任何违反规定、损害学校形象的事情，其执照应该因为违法行为而被吊销。他质疑马来西亚中国化的进程是否已渗透到学校，要求教育部长解释槟城的私立学校如何参与某些政党组织的中国化运动。
2025年3月26日，曾担任外交兼通讯部长和国会议长萊士雅丁向警方举报一个非政府组织中国和平统一促进会在马来西亚传播共产主义意识形态。他引述从悬挂中国国旗到槟城鍾灵独中的学生演唱带有共产主义元素的外国爱国歌曲的事例指出，该组织长期意图向公众宣传共产主义及与有共同利益的活动影响公共安全和秩序。